# To Heart
《To Heart》是由Leaf在1997年5月23日發售的視覺小說類型成人遊戲，2003年6月27日發售全年齡版《To Heart PSE》，是PS版本再加上附加小遊戲而成。遊戲機版都是由AQUAPLUS發售，1999年3月25日發售加入配音的PS版，2004年12月28日發售PS2版，2009年7月30日發售收錄1代和2代的PSP版《ToHeart2 PORTABLE Wパック》，2011年10月27日發售1代的PSP廉價版。1999年4月1日到6月24日播放電視動畫，2004年10月2日到12月25日播放第二部電視動畫《To Heart 〜Remember my Memories〜》。《To Heart》重制版将于2025年6月26日在日本任天堂Switch和Steam上发售。

## 角色
聲優為PS全年齡版、PS2版、PSP版、電視動畫版、廣播劇CD版共同聲優。PC18禁版無配音。男主角名字如果玩家改名，女角不會念出名字。

### 主要角色
藤田浩之（聲優：一條和矢（僅電視動畫版與廣播劇CD版）、蘇強文、蔡惠萍（童年））
本作男主角。大而化之、稍嫌懶散的人，但是心地善良。
神岸明（聲優：川澄綾子、鄭麗麗）
年齢：16歲　生日：2月20日　血型：O型　星座：雙魚座　身高：157cm　三圍：79/59/84
藤田浩之和佐藤雅史的青梅竹馬，每天早上都會去叫浩之起床。
長岡保（聲優：樋口智惠子、沈小蘭）
年齢：16歲　生日：11月7日　血型：B型　星座：天蠍座　身高：160cm　三圍：86/56/85
藤田浩之的隔壁班同學，個性開朗活潑。
保科智子（聲優：久川綾、雷碧娜）
年齢：16歲　生日：9月10日　血型：A型　星座：處女座　身高：161cm　三圍：88/57/85
眼鏡娘班長，害羞內向，巨乳成為她煩惱的根源。
宮内蕾咪（聲優：笠原留美、黃麗芳）
年齢：16歲　生日：12月21日　血型：A型　星座：射手座、身高：174cm　三圍：92/59/86
男主角的同級生，日美混血兒，英文名是Lemmy Christopher Helen Miyauchi，小時候曾經把金髮染黑。強氣的高飛車女。
來棲川芹香（聲優：岩男潤子、黃麗芳）
年齢：17歲　生日：12月20日　血型：O型　星座：射手座　身高：159cm　三圍：84/54/87
藤田浩之的學姊，無口天然的千金小姐。對命理有些許的研究，喜歡幫人算命。
來棲川綾香（聲優：岩男潤子、雷碧娜）
年齢：16歲　生日：1月23日　血型：O型　星座：水瓶座　身高：161cm　三圍：88/56/85
芹香的妹妹，和藤田浩之同年紀但不同校的女孩子，功夫很好，超強氣的高飛車女。PC版是攻略不能的角色。
松原葵（聲優：飯塚雅弓、林元春）
年齢：15歲　生日：1月19日　血型：A型　星座：摩羯座　身高：153cm　三圍：72/57/79
一年級的學妹，因為崇拜綾香而努力學習格鬥技的少女。
姬川琴音（聲優：氷上恭子、林元春）
年齢：15歲　生日：10月9日　血型：B型　星座：天秤座　身高：156cm　三圍：77/54/78
一年級的學妹，無口、無愛想、離群索居的少女。有預知未來的能力，但通常會預知到不好的事。
雛山理緒（聲優：大谷育江、梁少霞）
年齢：16歲　生日：6月3日（PS版11月24日）　血型：B型　星座：射手座　身高：155cm　三圍：70/54/76
家事全能，暗戀藤田浩之的少女。
Multi, HMX-12（聲優：堀江由衣、陸惠玲）
身高：147cm　三圍：68/52/73
来栖川重工製造的試作型機器人女僕，到學校學習過平常人的生活。台灣電視動畫版譯為「真崎」。

### 其他角色
佐藤雅史（聲優：保志總一朗、梁偉德）
浩之和明的童年玩伴。
坂下好惠（聲優：今井由香、黃麗芳）
空手道部的部長。
Serio, HMX-13（聲優：根谷美智子、黃麗芳）
身高：160cm　三圍：83/53/82（第一部電視動畫的設定是身高：163cm　三圍：85/53/82）
来栖川重工製造的試作型機器人，比Multi性能好，具有21世紀科技的先進機器人。
Feier, HMX-11
来栖川重工製造的試作型機器人，性能没Multi、Serio来的好，已经停止运作了。

## 工作人員
- 編劇：高橋龍也、青紫（竹林明秀）、原田宇陀兒
- 原畫：水無月徹、（河田優）
- 音楽：石川真也、中上和英、下川直哉

## 主題曲
片頭曲「Brand-new Heart」（PC版）
作詞：NEKO　作曲：中上和英　歌：あっこ
片頭曲「Feeling Heart」（PS、PSE、PS2版）
作詞：須谷尚子　作曲：下川直哉　歌：中司雅美
片尾曲「あたらしい予感」（PC版）
作詞：NEKO　作曲：下川直哉　歌：あっこ
片尾曲「それぞれの未来へ」（PS、PSE、PS2版）
作詞：須谷尚子　作曲：中上和英　歌：中司雅美

## 電視動畫

### To Heart
從遊戲原作改編的動畫，於1999年4月1日至6月24日播放，共13話。臺灣的中視、中都卡通台、ET Jacky播放過電視動畫版，VCD是由木棉花國際代理發售，片名譯作《同班同學》。香港則譯作《青春萬歲》，曾經在無綫電視翡翠台播放過。

#### 主题曲
片頭曲「Feeling Heart」
作詞：須谷尚子　作曲、編曲：下川直哉　歌：中司雅美
片尾曲「Access」
作詞：KAZUYO　作曲：長部正和　編曲：HIRO　歌：SPY
片尾曲「Yell」（新潟放送・キッズステーション・ビデオ・DVD）
作詞：六ッ見純代　作曲：前田克樹　編曲：坂本昌之　歌：神岸明（川澄綾子）

#### 各话列表
| 話數 | 日文標題 | 中文標題       | 劇本     | 分鏡     | 演出              | 作畫監督            |
| ---- | -------- | -------------- | -------- | -------- | ----------------- | ------------------- |
| 1    |          | 全新的早晨     | 山口宏   | 高橋直人 | 高橋直人          | 千羽由利子          |
| 2    |          | 下課後的事情   | 山口宏   | 横田和   | 大町繁            | 小林勝利            |
| 3    |          | 向陽處之中     | 藤田伸三 | 岩崎良明 | 村田和也          | 伊藤岳史            |
| 4    |          | 閃耀的瞬間     | 山口宏   | 高本宣弘 | 深澤幸司          | 千羽由利子          |
| 5    |          | 在青空之下     | 山口宏   | 村田和也 | 村田和也          | 齊藤英子            |
| 6    |          | 憧憬           | 山口宏   | 横田和   | 大町繁            | 小林勝利            |
| 7    |          | 閃爍的眼光     | 藤田伸三 | 深沢幸司 | 木宮茂            | 平石素子            |
| 8    |          | 平穩的時刻     | 藤田伸三 | 深澤幸司 | 深澤幸司          | 澤田正人            |
| 9    |          | 心之所在       | 山口宏   | 岩崎良明 | 村田和也          | 齊藤英子            |
| 10   |          | 充滿夢想的笑容 | 藤田伸三 | 村田和也 | 村田和也          | 齊藤英子 千羽由利子 |
| 11   |          | 溫暖的眼眸     | 山口宏   | 深澤幸司 | 深澤幸司          | 齊藤英子 千羽由利子 |
| 12   |          | 回憶的季節     | 藤田伸三 | 高橋直人 | 村田和也          | 齊藤英子 千羽由利子 |
| 13   |          | 下雪的日子     | 山口宏   | 高橋直人 | 高橋直人 深澤幸司 | 齊藤英子 千羽由利子 |

#### 工作人員
- 原作：AQUAPLUS[16]
- 企劃：下川直哉、仁平幸男
- 企劃協力：AQUAPLUS、メディアワークス、アートプレスト、ティーアイ東京、蝦名雅人
- 監督：高橋ナオヒト
- 劇本監修：高橋龍也
- 系列構成：山口宏
- 角色原案、監修：水無月徹
- 角色設計、總作畫監督：千羽由利子
- 美術監督：小林七郎、高橋久嘉
- 色彩設計：渡辺亜紀
- 撮影監督：沖野雅英
- 編輯：辺見俊夫
- 音響監督：渡辺淳
- 音響製作人：飯塚康一
- 音響：KSS
- 音楽：和田薫
- 音楽製作人：横山光則
- 製作人：浅賀孝郎、奥野敏聡、岩川広司、神田修吉、寺崎孝
- 動畫製作人：和崎伸之
- 動畫製作：OLM
- 製作：KSS

#### 播放電視台
香港
| 香港 無綫電視翡翠台 星期六 10:50～11:20節目 | 香港 無綫電視翡翠台 星期六 10:50～11:20節目 | 香港 無綫電視翡翠台 星期六 10:50～11:20節目 |
| ------------------------------------------- | ------------------------------------------- | ------------------------------------------- |
|                                             | 青春萬歲 (重播) （2001年5月19日 - 8月25日） |                                             |
| -                                           | -                                           |                                             |

### To Heart ～Remember My Memories～
故事設定於To Heart的一年後，為全新的劇情，以マルチ重新回來校園生活為開始。於2004年10月2日到12月25日播放，共13話。臺灣正體中文版是由曼迪傳播代理發售，片名譯作《To Heart 青春紀事》。

#### 主题曲
片頭曲「大好きだよ(Into Your Heart)」
作詞、作曲、編曲：ジョー・リノイエ　歌：谷咲ナオミ
片尾曲「それぞれの未来へ」
作詞：須谷尚子　作曲：中上和英　編曲：松岡純也　歌：池田春菜

#### 各话列表
| 話數 | 日文標題 | 中文標題                   | 分鏡              | 演出       | 作畫監督                |
| ---- | -------- | -------------------------- | ----------------- | ---------- | ----------------------- |
| 1    |          | 全新的預感                 | 元永慶太郎        | 元永慶太郎 | 平山まどか              |
| 2    |          | 過去與現在                 | ワタナベシンイチ  | 秋田谷典昭 | 田中壽之                |
| 3    |          | 那之後的妳                 | 中山岳洋          | 久城りおん | 堀井久美                |
| 4    |          | 堅強與溫柔                 | 谷田部勝義        | 谷田部勝義 | 櫻井木ノ実 ひのたかふみ |
| 5    |          | 必須跨越的高牆             | 中村主水 椛島洋介 | 椛島洋介   | 青山まさのり            |
| 6    |          | 回憶的街道，回憶的人       | 別所誠人          | 粟井重紀   | 三崎雅也                |
| 7    |          | 一個人的願望，兩個人的夢想 | 吉田英俊          | 秋田谷典昭 | 田中壽之                |
| 8    |          | 機器人的夢想               | 川島宏            | 福本潔     | 飯飼一幸 椛島洋介       |
| 9    |          | 交錯而過的心               | 別所誠人          | 元永慶太郎 | 大坪幸麿                |
| 10   |          | 漫長的夜晚                 | ワタナベシンイチ  | 長村伸治   | 吉野真一 青山まさのり   |
| 11   |          | 為了相互了解               | 吉田英俊          | 政木伸一   | 田中壽之                |
| 12   |          | 屬於我的，地方             | 福本潔            | 石倉賢一   | 西尾公伯                |
| 13   |          | 踏上各自的未來             | 別所誠人          | 秋田谷典昭 | 平山まどか 堀井久美     |

#### 工作人員
- 原作：AQUAPLUS[17]
- 企劃：福井政文、及川武、川村明廣、松江正俊、下川直哉、酒匂暢彦、中村直樹、奥野敏聡
- 監督：元永慶太郎
- 劇本：叶希一
- 角色設計、總作畫監督：平山まどか
- 小物設計、總作畫監督補佐：堀井久美
- 美術監督：前田実
- 色彩設計：花尻和子
- 撮影監督：田中浩介
- 編輯：田熊純
- 音響監督：明田川仁
- 音響製作人：吉川明
- 音樂：長岡成貢
- 音樂制作：フロンティアワークス
- 製作人：畑中利雄、中村誠、高山智子、水上高志、望月雄太郎、武智恒雄、土橋哲也、芝原靖史
- 動畫製作人：渡辺欽哉、黄樹弐悠
- 動畫製作：OLM、AIC A.S.T.A.
- 製作：THR Works（IMAGICAエンタテインメント、フロンティアワークス、ジェネオンエンタテインメント、双日、AQUAPLUS、クロックワークス、AT-X、OLM）

## 漫畫
To Heart
漫畫由高雄右京擔任作畫，連載於《月刊Comic電擊大王》1997年10月號到1999年12月號，單行本共3集由MediaWorks發售。
| 卷數 | 發售日        | ISBN               |
| ---- | ------------- | ------------------ |
| 1    | 1998年9月15日 | ISBN 4-8402-0978-2 |
| 2    | 1999年6月15日 | ISBN 4-8402-1221-X |
| 3    | 2000年2月15日 | ISBN 4-8402-1460-3 |

To Heart 〜Remember my Memories〜
由高雄右京擔任作畫，連載於《月刊Comic電擊大王》2004年11月號到2005年7月號，單行本共1集由MediaWorks在2005年8月15日發售（ISBN 4-8402-3137-0）。

## 評價
《電擊G's magazine》2007年8月号舉辦的日本前五十名最佳美少女遊戲排名的票選活動，《To Heart》在入圍的249款遊戲中獲得14票而成為第19名。PS版在《ファミ通》537號的クロスレビュー的評分中，滿分40分獲得30分並且進入銀殿堂。